# Wassyl Wyschywanyj
Wassyl Wassyljowytsch Wyschywanyj (ukrainisch Василь Васильович Вишиваний; * 13. Februar 1994 in Duliby; † März 2022) war ein ukrainischer Kämpfer der 80. separaten Luftsturmbrigade. Er starb während des Russisch-Ukrainischen Krieges im März 2022.

## Leben
Wyschywanyj wurde am 13. Februar 1994 in dem Dorf Duliby geboren. 2009 erhielt er eine unvollständige Sekundarschulbildung an der allgemeinbildenden Schule in Duliby. 2014 absolvierte er das Schydatschiw-Berufsgymnasium. Ab dem 11. Januar 2015 nahm er an der Anti-Terror-Operation in den Gebieten Luhansk und Donezk teil.
2019 absolvierte er die Hetman Petro Sahajdatschnyj Nationale Akademie der Landstreitkräfte und erhielt den Rang eines Leutnants. Er wurde zur 80. separaten Luftsturmbrigade kommandiert.
Wyschywanyj starb im März 2022. Er wurde am 9. März 2022 auf dem Friedhof von Duliby beigesetzt.

## Auszeichnungen
- Am 17. Februar 2016 wurde ihm der Orden des Präsidenten der Ukraine für die Teilnahme an der Anti-Terror-Operation verliehen.